# Арсенов, Иван Владимирович
Иван Владимирович Арсенов (1869 — не ранее 1916) — депутат I Государственной думы от Рязанской губернии.

## Биография
Православный. Крестьянин села Фёдоровское Глебовской волости Михайловского уезда.
Учился в сельской школе. На военной службе был писарем.
Как грамотный пользовался среди крестьян высоким авторитетом и неоднократно избирался деревенским старостой. В их деревне был отхожий промысел - легковой извоз в Санкт-Петербурге, поэтому как и все прочие крестьяне Арсёнов много лет подряд зимой работал в столице извозчиком. В 1906 году был избран в Государственную думу I созыва. Беспартийный, сочувствовал кадетам, но расходился с ними во взглядах на еврейский и польский вопросы. С октябристами был несогласен в аграрном вопросе.
Незадолго до разгона I Государственной думы, Николай II выступал в думе по земельному вопросу, и в своем выступлении говорил об измерении наделов крестьян в саженях. Сразу после него выступал Арсёнов и сказал, что у них в Рязанской губернии крестьяне мерят свои наделы не саженями, а лаптями. Из-за чего царь рассердился на выступавшего. Испугавшись царского гнева Арсенов спешно покинул покинул заседания Государственной думы и больше месяца жил и скрывался в деревенской риге. И переселился в избу только после известия о роспуске Государственной думы.
Баллотироваться в состав II Государственной думы отказался.
После революции грамотность сельских писарей резко упала, поэтому потомкам Ивана Владимировича не удалось сохранить фамилию Арсёновых. Они были ошибочно записаны под фамилиями Аксеновых и Арсентьевых. Да и сам Иван Владимирович в справочнике членов I Государственной думы был ошибочно напечатан под фамилией Арсеньев.